# Christopher Gore (Politiker)

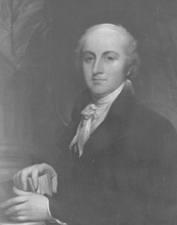
Christopher Gore

Christopher Gore (* 21. September 1758 in Boston, Provinz Massachusetts Bay; † 1. März 1827 in Waltham, Massachusetts) war ein US-amerikanischer Politiker und von 1809 bis 1810 Gouverneur des Bundesstaates Massachusetts. Von 1813 bis 1816 vertrat er seinen Staat im US-Senat.

## Frühe Jahre und politischer Aufstieg
Christopher Gore besuchte die Boston Latin School und dann bis 1776 die Harvard University. Während des Unabhängigkeitskrieges war er als Soldat im Hauptquartier eines Artillerieregiments. Nach einem Jurastudium und seiner Zulassung als Rechtsanwalt begann er in Boston in seinem neuen Beruf zu arbeiten. Einer seiner Schüler war Daniel Webster.
Im Jahr 1788 war Gore Mitglied der verfassungsgebenden Versammlung von Massachusetts. Zwischen 1788 und 1789 und nochmals im Jahr 1808 war er Abgeordneter im Repräsentantenhaus seines Staates. Von 1789 bis 1796 fungierte er als erster Bundesstaatsanwalt für den Distrikt von Massachusetts. 1796 wurde er in die American Academy of Arts and Sciences gewählt. Er war Mitglied der Föderalistischen Partei und zwischen 1796 und 1804 bei der amerikanischen Vertretung in London beschäftigt. Von 1806 bis 1807 gehörte er dem Senat von Massachusetts an. In den Jahren 1807 und 1808 bewarb er sich jeweils erfolglos um das Amt des Gouverneurs.

## Gouverneur und Senator
Am 3. April 1809 wurde er dann doch als Kandidat seiner Partei zum Gouverneur seines Staates gewählt. Dieses Amt übte er zwischen dem 1. Mai 1809 und dem 2. Juni 1810 aus. Ein Handelsvertrag mit England sollte kurzfristig den Handel seines Staates beleben. Allerdings wurde dieser Handelsvorteil schon bald durch den Britisch-Amerikanischen Krieg von 1812 aufgehoben. Gore scheiterte im Jahr 1810 bei dem Versuch, in seinem Amt bestätigt zu werden.
Nach dem Rücktritt von US-Senator James Lloyd wurde Gore als dessen Nachfolger in den Kongress entsandt. Dieses Mandat übte er vom 5. Mai 1813 bis zu seinem Rücktritt am 30. Mai 1816 aus. Zwischen 1810 und 1815 war Gore auch im Vorstand der Harvard University. Er starb am 1. März 1827. Christopher Gore war mit Rebecca Payne verheiratet.